# Yukarı Şahinler, Arhavi
Yukarışahinler là một xã thuộc huyện Arhavi, tỉnh Artvin, Thổ Nhĩ Kỳ. Dân số thời điểm năm 2010 là 171 người.